# 馬伊達內克滅絕營
馬伊達內克滅絕營（波兰语： obozu na Majdanku）也称卢布林集中营（Konzentrationslager Lublin），是纳粹德国在第二次世界大战中建立的滅絕營之一，位于波兰卢布林附近的马伊达内克村（Maidanek）。该集中营成立于1941年10月1日，1944年7月22日被苏联红军解放，在此期间约有79000人在该集中营遇难，其中约59000人为波兰犹太人。

## 历史背景[1][2]
德国纳粹卢布林集中营在马伊达内克 (Majdanek) 的建立，是海因里希·希姆莱 (Heinrich Himmler) 做出的决定。1941 年 7 月，希姆莱访问了卢布林，委托卢布林区党卫队和警察指挥官奥迪洛·格洛博尼克 (Odilo Globocnik) 建造一座“可容纳 25,000 至 50,000 名囚犯的集中营，这些囚犯将在党卫队和警察车间以及建筑工地工作”。该集中营将成为第三帝国在东方扩张的免费劳动力来源。
根据1942年3月23日的总体规划，马伊达内克将成为一座占地516公顷的巨大营地综合体，最多可容纳25万人。囚犯。该计划假设该营地将分为两个主要部分：囚犯区和行政区，以及党卫军军营。集中营当局预测，囚犯部分将包括：战俘营 (Kriegsgefangenenlager)、用于扩建集中营综合体的自由空间 (Erweiterung) 和党卫军服装厂 (Bekleidungswerke der Waffen SS)。这些计划只实施了一小部分。
由于东线的失败以及向营地供应必要的建筑材料的问题，党卫军当局于 1942 年 7 月修改了总体计划。根据新的假设，集中营建筑群将分为三个部分：党卫军军营的行政部分、经济部分和囚犯部分，这将是最大的部分。该计划假设建造八个囚犯区，最多可容纳 50,000 人。囚犯。到1944年7月，即当营地被红军士兵占领时，只建了六块田地。
营地内共建有280栋建筑，包括作坊、仓库、住宅营房、浴场、毒气室、火葬场等。至今仅存部分建筑。
该营地从未被正式称为“马伊达内克灭绝营”。从 1941 年到 1943 年初，这里是党卫军战俘营，后来成为卢布林集中营。 “Majdanek”这个名字是波兰语，来自它所在的地区。党卫军马伊达内克集中营于 1941 年 10 月至 1944 年 7 月期间存在。这是苏联红军解放的第一个党卫军集中营。
1944年由康斯坦丁·罗科索夫斯基元帅指挥的白俄罗斯第一方面军部队开始解放波兰。他们在卢布林附近行动，突破了德国的防御。根据苏联最高统帅的命令，卢布林应该由谢苗·博格丹诺夫将军的第2坦克集团军在航空支援下占领。博格丹诺夫受伤后，由阿列克谢·拉齐耶夫斯基将军接替。在卢布林东南郊，经过短暂的战斗，他们成功解放了马伊达内克集中营，这个死亡工厂总共存在了34个月。

## 营地的组织[4]
在组织上，马伊达内克营地由六个单位组成：
- 指挥部(Kommandantur) - 其权限包括党卫军船员的人事和法律问题、确保通信和运输工具以及武器维护。指挥官的建筑还包括一个营地邮局。
- 政治部门（Politische Abteilung） - 保存囚犯记录，分配囚犯类别，在囚犯社区的监视下进行调查，决定是否可能从营地释放，并签发特定囚犯的死亡证明。该部队的军官参与了对囚犯的处决。该部队因其自治地位而脱颖而出，这是因为其经理由帝国主要安全办公室（RSHA）任命，不受司令官的管辖。
- 囚犯部门（Schutzhaftlagerführung）——该部门负责确保集中营的安全和秩序，监督囚犯的数量，以及惩罚违反集中营规定的囚犯。这个部门的领导对生活条件有很大的影响。
- 行政和经济部门 (Verwaltung) - 该部门的职责包括财务问题、囚犯财产管理、向囚犯提供食物和衣服以及他们在营房的住宿。该部门还负责向营地供应 Zyklon B。
- 营地医生（Lagerarzt）——负责营地的卫生问题。该科室包括医疗科室、牙科科室和营地药房三个科室。
- 党卫军文化和训练部（Fürsorge-,Schulung- und Truppenbetreuung） - 该部门的主要任务是对在营地服役的党卫军军官进行灌输。

### 营地指挥官
集中营的最高权力由指挥官行使，指挥官由奥拉宁堡集中营监察局任命。营地指挥官是：
卡尔·奥托·科赫,
马克斯·科格尔,
赫尔曼·弗洛斯特，
马丁·韦斯,
阿瑟·利本亨舍尔。
党卫军当局以涉嫌贪污罪对卡尔·奥托·科赫和赫尔曼·弗洛斯特提起诉讼。庭审由康拉德·摩根 (Konrad Morgen) 主持。两名指挥官都被免职并被判处死刑入狱，死刑很可能是在战争结束前几周执行的。

## 营地的运营[3]

### 营地建筑
在集中营运营初期，党卫军办公室和集中营驻军成员宿舍设在卢布林市。集中营指挥官总部设在奥格罗多瓦街 12 号，哨兵驻扎在贝尔纳丁斯卡街的 A & J Vetter 学校大楼内，高级军官则住在集中营附近的一些房屋里。
驻军宿舍和营地指挥官办公室的建设始于 1942 年 7 月，一直持续到 1943 年春天。建筑群的主要部分位于通往海乌姆的道路和战俘营之间的区域。在此期间，共修建了 37 座营房，除了生活区外，还设有办公室、军事装备储藏室、浴室、理发店、医务室、食堂、党卫军军官赌场以及车库和车辆加油站。
党卫队区域还扩展到了营地其他地方的某些建筑：第 38 号营房被改建为女子营 (SS-Aufseherinnen) 中雇用的女党卫队监工的住所，而第 39 号营房则设有囚犯部门的办公室和办公楼。
这座被称为“小白宫”的战前砖砌建筑最初是分配给集中营的党卫军首席医师的，后来分配给战俘营部门的指挥官。
集中营司令住在通往海乌姆 (Chełm) 道路旁的一所房子里 (现为 Droga Męczenników Majdanka 街)。

### 营地经济部门
1942 年至 1943 年间，经济区共修建了 21 座营房，以满足营地本身的需求以及驻扎在卢布林的党卫军驻军的需求：
- 43-44 号营房 - 囚犯财产仓库（Effektenkammer I-II），
- 45号营房-营地马厩
- 46-47号营房-食品储藏室
- 48-50号营房-囚犯服装仓库
- 51-52号营房-维修设备和工具仓库
- 53-55号营房-木工车间，木材储存
- 54号营房-锻造和炼铁车间
- 55号营房-电气车间
- 62号营房-鞋匠作坊
- 63号营房-缝纫车间
- 64号营房-哨兵食堂

### 战俘营
战俘营占地 30.6 公顷。它由五个主要战俘营区组成，共建有 108 间营房，还有两个中场。第六战俘营区已部分建成，但战俘从未被安置在营房中。然而，其中一些战俘营区被用作仓库，存放从马伊达内克和贝乌热茨、索比堡和特雷布林卡的“别动队莱因哈特”灭绝营中被杀害的受害者那里劫掠的鞋子。
整个区域被两排带电铁丝网包围。每个囚犯场的每个角落都设有瞭望塔。除了用作囚犯宿舍的营房外，每个囚犯场还有两间 L 形的营房，用作厨房和“盥洗室”，不与下水道系统相连，也没有直接的水流。点名在囚犯场的中央进行。

### 其他营地设施
- 澡堂营房（41-42号）
- 澡堂附近建起的毒气室
- V号场地后面修建的所谓新火葬场
- 火葬坑
- 大规模处决沟渠

### 集中营警卫
营地指挥官办公室有数十名党卫军士兵；外部安全由党卫军“托滕科普夫”营的部队负责。数百名管理员工是纳粹合作者。这些人员是特拉夫尼基党卫军训练学校的毕业生，或是立陶宛警察辅助营的雇员。

## 犯罪调查[1][4]
苏联军事摄影师兼《消息报》记者罗曼·卡门、红星报记者和前线报纸很快抵达解放营记录纳粹的犯罪证据。1944年7月底，1943年在苏联成立的波兰陆军电影中心抵达卢布林。该团队包括四名摄影师：奥尔吉尔德·萨姆切维奇和斯坦尼斯瓦夫·沃尔、导演亚历山大·福特和他的助手路德维克·佩斯基以及耶日·博萨克。在卢布林录制的第一帧图像是德国人逃脱后马伊达内克集中营的图像。
对战争罪的调查于七月立即开始。解放后，苏联和波兰军事单位的指挥部组织了一个包括苏联和波兰的公民委员会。他们研究了马伊达内克的悲惨历史，并出版了有关纳粹集中营暴行的纪录片。根据波兰和苏联的调查，大约20万名犹太人和大约10万名其他民族的受害者在马伊达内克被灭绝。马伊达内克分支机构也在卢布林地区开展业务——小型集中营。
马伊达内克相关的第一个证据是由一名幸存囚犯、斯洛伐克犹太人狄奥尼索斯·莱纳德 (Dionysus Lenard)的笔记 ，他于 1942 年成功逃离集中营。但他的笔记在 20 年后才发表。战争结束前，十多名马伊达内克的警卫受到审判并被枪决，其余人直到 1960 年代初才被通缉。
马伊达内克变成了集中营后，主要进行经济剥削。将囚犯劳工借给在集中营外经营的德国公司是常见的做法。例子包括德国供应工厂(Deutsche Ausrüstungswerke, DAW)、东方工业公司(Ostindustrie, Osti)和 Bekleidungswerke (BKW)。其中1942 年是相关获益公司SS DAW公司利润最高的时期。 1943年，该集中营的永久囚犯人数（多达25,000人）在整个纳粹集中营系统中排名第三，并且因疲劳而死亡的人数排名第一。
马伊达内克被纳入1942年春的灭绝犹太人政策：身体健全的犹太人被送到这里，然后又被重新分配到其他地方。此外，在灭绝中心被杀害的数十万犹太人先遭到劫掠，被劫掠的财物被带到卢布林。马伊达内克囚犯参与对他们进行分类并将他们送往德国。
从 1942 年秋天到 1943 年秋天，犹太人才被故意关进毒气室杀害。马伊达内克成为死亡营。那些在索比堡、特雷布林卡和贝尔热茨没有被杀害的犹太人被送往这里。最大规模的灭绝行动发生在 1943 年 11 月 3 日：18400 名犹太人被枪杀，尸体被焚烧。这次行动以“丰收节”（“Erntefest”）的名义进行。尽管火葬场成为马伊达内克的象征，但尸体通常在特殊的坑中焚烧。
在马伊达内克集中营，囚犯的生活条件非常恶劣。由于营养不良和过度劳作，囚犯身体极度衰竭。囚犯每隔几天才被喂一次液体稀粥，囚犯一日三餐的热量总计不到 1000 卡路里。经常记录到因饥饿而死亡的情况。 一个大问题是在相对较小的区域内囚犯的密度。囚犯被关押在马厩营房里。每组分配 250 至 500 人。为犹太人指定了单独的营房。高密度聚集导致了多种疾病的发生，导致囚犯大量死亡。通过虱子传播的斑疹伤寒流行病尤其常见。
1942 年，集中营开始了毒气室大规模屠杀事件。在苏联红军解放前最后一刻，纳粹试图摧毁他们的犯罪痕迹，炸毁并烧毁集中营。但焚尸炉和“尸体仓库”中烧焦的骷髅都被保留了下来。

### 受害者
受害者主要是犹太人、波兰人和苏联囚犯。然后组织了一个单独的妇女营。 1944年初，其他劳改营的患病囚犯被带到这里。但在 1942-1943 年期间，犹太人占了 60-80%。

## 纪念设施[5]
现在设有马伊达内克国家博物馆（Państwowe Muzeum na Majdanku），博物馆历史展览馆位于原 62 号营房。